# Hierodula borneana
Hierodula borneana är en bönsyrseart som beskrevs av Werner 1933. Hierodula borneana ingår i släktet Hierodula och familjen Mantidae. Inga underarter finns listade i Catalogue of Life.